# Mohlsdorf-Teichwolframsdorf
Mohlsdorf-Teichwolframsdorf è un comune tedesco con status di Landgemeinde di 4 987 abitanti nel circondario di Greiz, in Turingia. È stato creato il 1º gennaio 2012 dalla fusione dei precedenti comuni di Mohlsdorf e Teichwolframsdorf.